# Electro swing
Electro swing é um gênero musical combinando a influência de vintage ou swing moderno e jazz misturado com house, hip hop e EDM. Grupos de electro swing normalmente incluem cantores, músicos tocando instrumentos de jazz tradicionais (por exemplo, trompete, trombone, clarinete e saxofone) e pelo menos um DJ.
Os artistas mais conhecidos são Parov Stelar e Caravan Palace, além de hits famosos internacionais como 'Why Don't You' por Gramophonedzie ou o Hit No. 1 Mundial We No Speak Americano pela dupla australiana Yolanda Be Cool Vs DCUP.

## Artistas notáveis
- Caravan Palace
- Caro Emerald
- Chinese Man[4]
- Deluxe[4]
- Parov Stelar
- Yolanda Be Cool

## Hits
- We No Speak Americano - pela dupla australiana Yolanda Be Cool No. 1 em 35 países. [carece de fontes?] A música vendeu mais de 1 milhão de cópias digitais nos Estados Unidos.[5]
- Doop - pela banda de mesmo nome, lançada em 1993, a gravação ficou em 2° lugar na parada de sucesso da Billboard.[6]